# USS Dwight D. Eisenhower
La portaerei statunitense USS Dwight D. Eisenhower (CVN-69) è la seconda nave della classe Nimitz ed è una nave della United States Navy. È chiamata come il 34º presidente statunitense, Dwight D. Eisenhower.
Originariamente, la portaerei sarebbe stata chiamata Eisenhower ma il 25 maggio 1970, il suo nome fu allungato, quindi Dwight D. Eisenhower.

## Dispiegamento
| Periodo                         | Air Wing | Battle Group | Area delle Operazioni                                                             | Operazioni/Esercitazioni                                                                     | Scalo                                                                           |
| ------------------------------- | -------- | --- | --------------------------------------------------------------------------------- | -------------------------------------------------------------------------------------------- | ------------------------------------------------------------------------------- |
| 16 Gennaio 1979-13 Luglio 1979  | CVW-7    | USS South Carolina (CGN-37) USS Virginia (CGN-38) | Mar Mediterraneo                                                                  | National Week/Sardinia 1-79 MULTIPLEX Dawn Patrol Poopdeck 2-79                              | Rota Napoli Venezia Atene Livorno Haifa Lisbona                                 |
| 15 Aprile 1980-22 Dicembre 1980 | CVW-7    | USS South Carolina (CGN-37) USS Texas (CGN-39) | Oceano Atlantico Oceano Indiano Mar Arabico settentrionale Golfo dell'Oman        | GONZO                                                                                        | Singapore                                                                       |
| 5 Gennaio 1982-13 Luglio 1982   | CVW-7    | USS South Carolina (CGN-37) USS Virginia (CGN-38) | Mar Mediterraneo                                                                  | National Week XXXI PHIBLEX 1-82 Sardinia Distant Drum                                        | Tangeri Napoli Haifa Atene Alessandria D'Egitto Monaco Palma de Maiorca         |
| 27 Aprile 1983-2 Dicembre 1983  | CVW-7    | USS Arthur W.Radford (DD-968) | Mar Mediterraneo                                                                  | Solid Shield Distant Drum Display Determination Bright Star                                  | Napoli Taranto Atene                                                            |
| 10 Ottobre 1984-8 Maggio 1985   | CVW-7    | | Mar Mediterraneo                                                                  | Sea Wind National Week/Dasix                                                                 | Augusta Atene Haifa Napoli Tolone Palma de Maiorca                              |
| 26 Ottobre 1985- 26 Aprile 1987 |          | Complex Overhaul |                                                                                   |                                                                                              |                                                                                 |
| 29 Febbraio 1988-29 Agosto 1988 | CVW-7    | USS Stump (DD-978) | Mar Mediterraneo                                                                  | Dragon Hammer Poopdeck Optimize Juniper Falconry                                             | Palma de Maiorca Tolone Marsiglia Cannes Augusta Antalya Napoli Haifa Livorno   |
| 8 Marzo 1990-12 Settembre 1990  | CVW-7    | USS Ticonderoga (CG-47) USS Peterson (DD-969) USS Oklahoma City (SSN-723)                                                                                  | Mar Mediterraneo Mar Rosso                                                        | National Week 90B Distant Thunder Dragon Hammer Dasix Desert Shield                          | Augusta Tolone Haifa Cannes Portsmouth Palma de Maiorca Marsiglia Monaco Napoli |
| 26 Settembre 1991-2 Aprile 1992 | CVW-7    | USS Oklahoma City (SSN-723) | Mar Mediterraneo Golfo Arabico Oceano Atlantico settentrionale                    | Desert Storm Red Reef III Neon Arrow Eager Archer Beacon Flash Teamwork '92                  | Dubai Jedda Palma de Maiorca                                                    |
| 21 Ottobre 1994-14 Aprile 1995  | CVW-3    | | Mar Mediterraneo Golfo Arabico Mar Adriatico                                      | Southern Watch Deny Flight Provide Promise Sharp Guard Juniper Falconry III Vigilant Warrior | Jebel Ali Cannes Trieste Napoli Haifa Antalya Rodi Palma de Maiorca             |
| 11 Ottobre 1995-27 Gennaio 1997 |          | Complex Overhaul |                                                                                   |                                                                                              |                                                                                 |
| 10 Giugno 1998-10 Dicembre 1998 | CVW-17   | | Mar Mediterraneo Golfo Arabico Mar Adriatico                                      | Deliberate Forge Matador Fancy Dynamic Mix Southern Watch Joint Forge                        | Napoli Cannes Antalya Cartagena Marsiglia Rodi Jebel Ali                        |
| 18 Febbraio 2000-18 Agosto 2000 | CVW-7    | | Mar Mediterraneo Golfo Arabico Mar Adriatico                                      | Juniper Stallion Deliberate Forge Southern Watch Indigo Anvil                                | Trieste Baia di Souda Haifa Corfù Dubrovnik Antalya Manama Jebel Ali Lisbona    |
| 22 Maggio 2001-25 Marzo 2005    |          | Refueling and Complex Overhaul |                                                                                   |                                                                                              |                                                                                 |
| 3 Ottobre 2006-23 Maggio 2007   | CVW-7    | | Mar Mediterraneo Golfo Arabico                                                    | Enduring Freedom Iraqi Freedom Eagle                                                         | Napoli Limassol Jebel Ali Lisbona                                               |
| 21 Febbraio 2009-30 Luglio 2009 | CVW-7    | | Mar Mediterraneo Mar Arabico settentrionale                                       | Enduring Freedom                                                                             | Marsiglia Jebel Ali Al Hidd, Bahrain Lisbona                                    |
| 2 Gennaio 2010-28 Luglio 2010   | CVW-7    | | Mar Mediterraneo Mar Arabico settentrionale                                       | Enduring Freedom                                                                             | Jebel Ali Al Hidd, Bahrain Antalya Napoli                                       |
| 20 Giugno 2012-19 Dicembre 2012 | CVW-7    | | Mar Mediterraneo Golfo Arabico                                                    | Enduring Freedom                                                                             | Palma de Maiorca Rodi Al Hidd, Bahrain Jebel Ali                                |
| 21 Febbraio 2013-3 Luglio 2013  | CVW-7    | | Mar Mediterraneo Golfo Arabico                                                    | Enduring Freedom                                                                             | Marsiglia Al Hidd, Bahrain Jebel Ali Lisbona                                    |
| 1 Giugno 2016-30 Dicembre 2016  | CVW-3    | | Mar Mediterraneo Golfo Arabico                                                    | Inherent Resolve                                                                             | Napoli Al Hidd, Bahrain Jebel Ali Marsiglia                                     |
| 17 Gennaio 2020-17 Agosto 2020  | CVW-3    | USS San Jacinto (CG-56) USS Vella Gulf (CG-72) USS Stout (DDG-55) USS James E.Williams (DDG-95) USS Truxtun (DDG-103) USNS Robert E.Peary (T-AKE-5)        | Mar Mediterraneo Mar Arabico settentrionale                                       | COMPTUEX Freedom's Sentinel                                                                  |                                                                                 |
| 19 Febbraio 2021-18 Luglio 2021 | CVW-3    | USS Monterey (CG-61) USS Vella Gulf (CG-72) USS Mitscher (DDG-57) USS Laboon (DDG-58) USS Mahan (DDG-72) USS Thomas Hudner (DDG-116) USNS Arctic (T-AOE-8) | Mar Mediterraneo Mar Arabico settentrionale                                       | Lightning Handshake 2021 Inherent Resolve                                                    | Baia di Suda Duqm, Oman                                                         |
| 14 Ottobre 2023-14 Luglio 2024  | CVW-3    | USS Philipine Sea (CG-58) USS Laboon (DDG-58) USS Carney (DDG-64) USS Mason (DDG-87) USS Gravely (DDG-107)                                                 | Mar Mediterraneo Mar Arabico settentrionale Golfo Persico Golfo di Aden Mar Rosso | Prosperity Guardian                                                                          | Duqm, Oman Souda Bay, Grecia                                                    |